# Linaigrette à feuilles étroites
Eriophorum angustifolium
Espèce
Classification phylogénétique
Statut de conservation UICN

 LC  : Préoccupation mineure
La Linaigrette à feuilles étroites (Eriophorum angustifolium) est une plante herbacée vivace de 40 à 60 cm de hauteur de la famille des Cyperaceae.

## Caractéristiques
- Organes reproducteurs:
  - Type d'inflorescence: racème d'épis
  - Répartition des sexes: monoïque
  - Type de pollinisation: anémogame

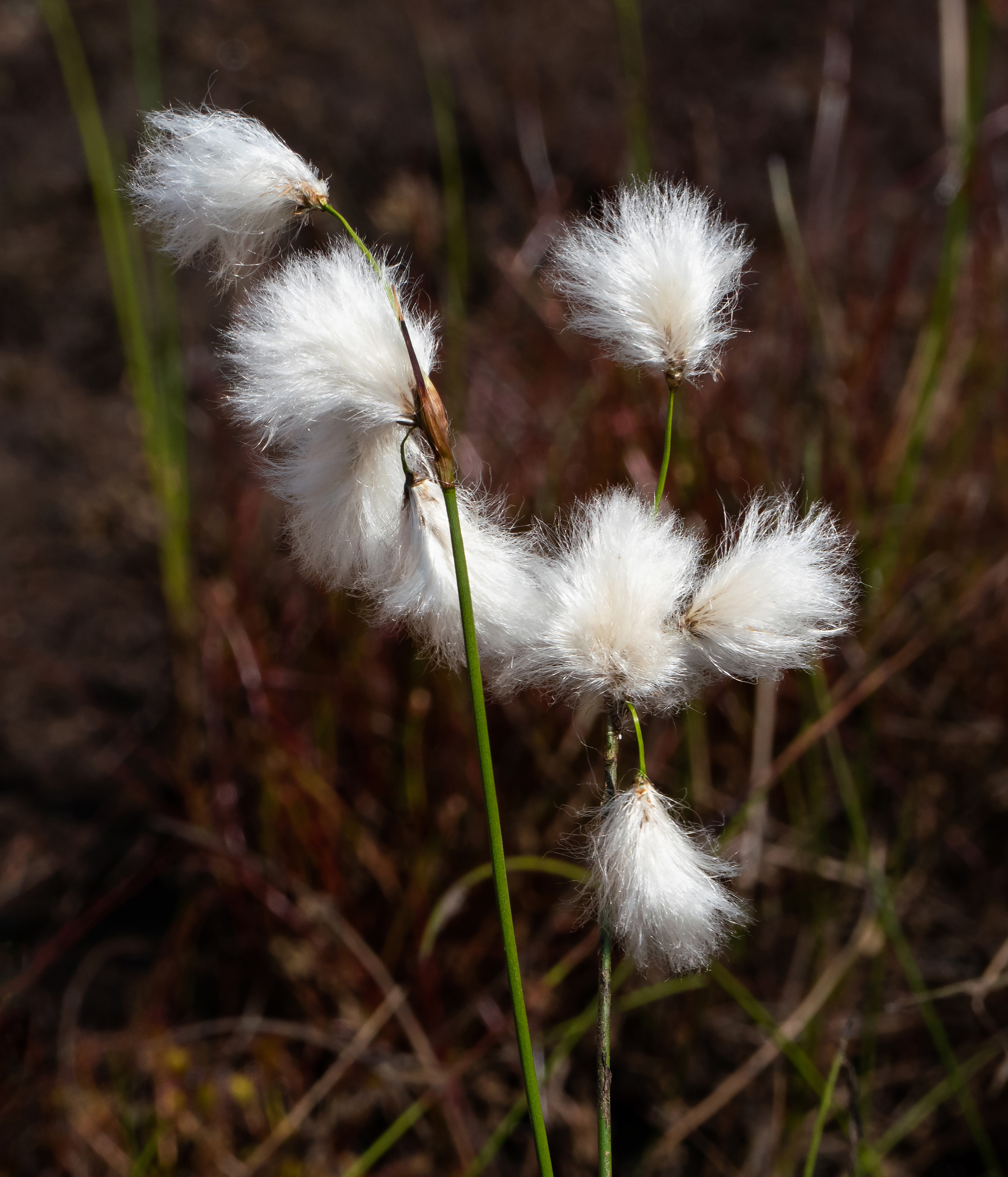
Une linaigrette à feuilles étroites à Lysekil, Suède.

  - Période de floraison: avril à juillet
- Graine:
  - Type de fruit: akène
  - Mode de dissémination: anémochore
- Habitat et répartition:
  - Habitat type: tourbières basses holarctiques
  - Aire de répartition: holarctique
- Données d'après: Julve, Ph., 1998 ff. - Baseflor. Index botanique, écologique et chorologique de la flore de France. Version : 23 avril 2004.

## Description

### Confusion possible
La Linaigrette à feuilles étroites se distingue de la Linaigrette à feuilles larges (E. latifolium) par :
- souche stolonifère
- feuilles caulinaires généralement plus étroites (3-6 mm)
- pédoncules des épillets lisses
- nombre généralement moins élevé des épillets (3-8)
- anthères plus longues (2,5-5 mm)

## Habitats
Marais et landes tourbeuses.
Au Nunavik, elle pousse dans les milieux humides et aquatiques (eau douce) : les combes à neige, les prés humides, les tourbières, les milieux palustres ou les surfaces inondables en bordure des lacs, des mares, des ruisseaux et des rivières. Dans son habitat, les végétations muscinale, herbacée et arborescente sont dominantes.

## Répartition
Europe (France), en Asie et en Amérique boréale. 
Au Québec, elle se trouve au Nunavik, à l'île d'Anticosti et en Gaspésie. Les linaigrettes rousse (Eriophorum russeolum) et dense (Eriophurum vaginatum subsp. spissum) sont les deux seules autres linaigrettes du Québec qui poussent ailleurs qu'au Nunavik.

## Protection
Aquitaine, Centre, Île-de-France, Nord-Pas-de-Calais, Picardie, Région wallonne (Belgique)

## Utilisations
La mèche des kudlik, lampes à huile traditionnelles utilisées par les peuples de l’Arctique, était principalement composée de linaigrette. Ces lampes devaient être entretenues continuellement en coupant la mèche pour que la lampe ne produise pas de fumée. Aujourd'hui principalement utilisées à des fins cérémonielles, elles étaient l'outil le plus important pour les Inuits dans leurs habitations. 

## Synonymes
Non valides
- Eriophorum angustifolium var. alpinum Gaudin
- Eriophorum angustifolium subsp. alpinum (Gaudin) Rothm.
- Eriophorum minus Dalla Torre
- Eriophorum angustifolium subsp. minus (Dalla Torre) Holub
- Eriophorum polystachion subsp. minus (Dalla Torre) K.Richt.
- Eriophorum polystachion L.
- Linagrostis polystachya (L.) Scop.
- Eriophorum angustifolium Roth
- Eriophorum polystachion var. angustifolium (Roth) A.Gray
- Eriophorum angustifolium var. congestum Mert. & W.D.J.Koch
- Eriophorum angustifolium var. laxum Mert. & W.D.J.Koch
- Eriophorum angustifolium var. minus W.D.J.Koch
- Eriophorum angustifolium var. vaillantii Duby
- Eriophorum polystachion subsp. angustifolium Bonnier & Layens
- Eriophorum polystachion var. sessile Cariot & St.-Lag.
- Eriophorum vaillantii A.Poit. & Turpin
- Eriophorum vulgare Pers.
- Linagrostis paniculata Lam.
- Plumaria angustifolia Bubani
- Scirpus speciosus Salisb.